# Puna festae
Puna festae is een hooiwagen uit de familie Cranaidae.